# Paul Selle

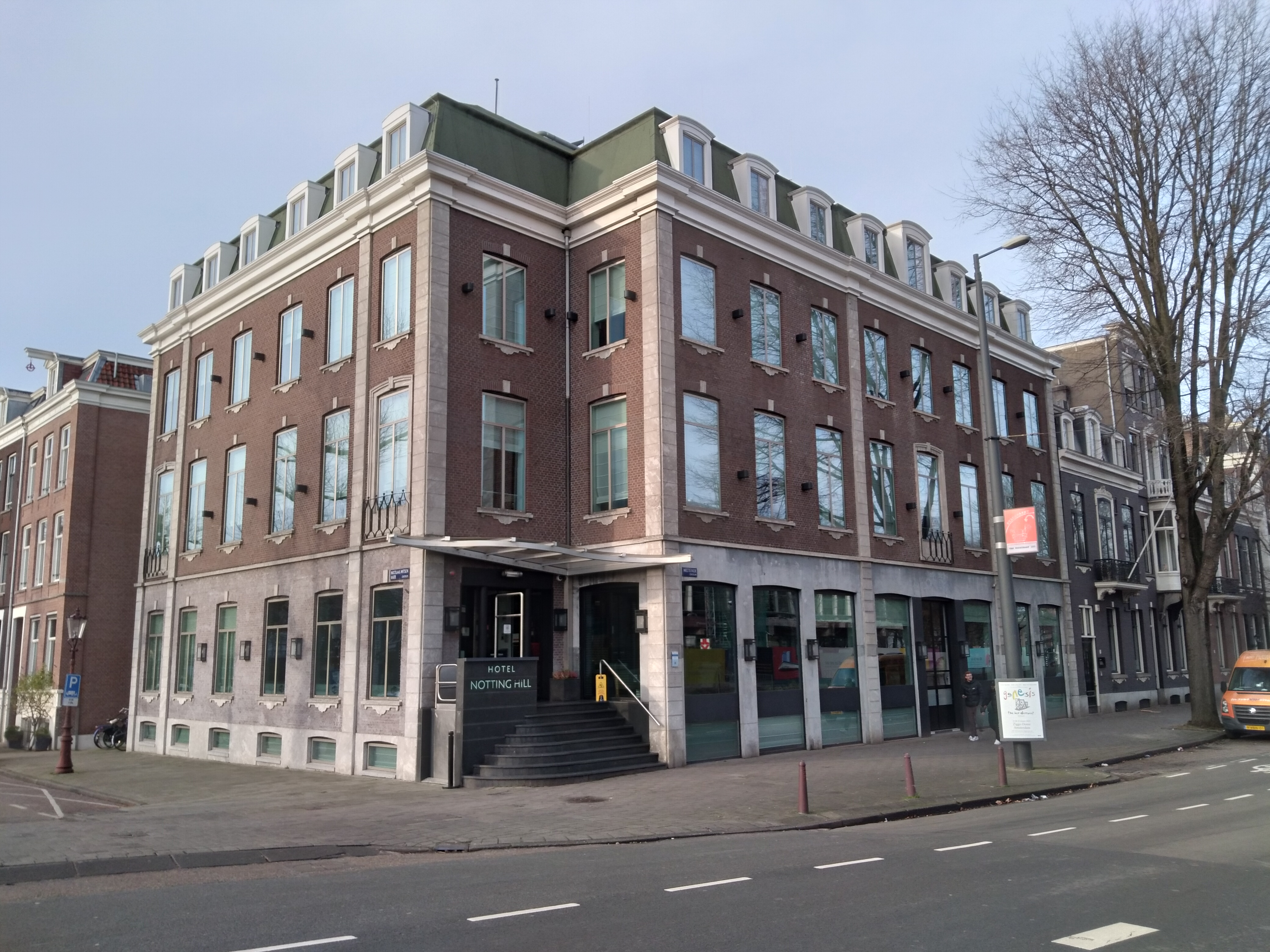
Westeinde 26, Amsterdam (2022)

Paul Selle (Amsterdam, 19 december 1927 – Wassenaar, 5 februari 2001) was een Nederlands architect.

## Leven
Hij was zoon van Catharina Maria Wilhelmina Stoltenkamp en kapper August Benjamin Selle. Hij trouwde zelf in 1950 met Betsy van Duyvenbode Varkevisser (1926-1985).
Selle groeide op in Amsterdam. Zijn vakopleiding volgde hij aan de Academie van Bouwkunst. In 1955 behaalde hij het diploma bouwkunde en in 1957 het diploma architect.
Hij vormde een architectenbureau met Henri le Grand, wiens oeuvre grotendeels al voor de Tweede Wereldoorlog tot stand kwam. Hun kantoor was enige tijd gevestigd aan de Johannes Verhulststraat 112. Hun specialiteit was kantoorgebouwen. In de jaren tachtig ging het kantoor failliet; Selle vertrok volgens zijn Archiefkaart Amsterdam in 1994 naar Marokko, maar kwam binnen het jaar terug.
Het kantoor was een van de architectenbureaus die werden ingeschakeld bij de start van het complex WTC Amsterdam. Of zij daadwerkelijk hun ontwerpen terugvonden is onbekend. Wel staan er enkele door hun ontworpen gebouwen ten noorden van de Strawinskylaan in de strook tussen deze laan en de Prinses Irenestraat. Een aantal van de gebouwen werd in de 21e eeuw gemoderniseerd, zoals het kantoorgebouw aan Prinses Irenestraat 59, in 2025 omgebouwd tot hoofdkantoor van Koninklijke Philips. 

## Westeinde
Hun bekendste en ook meest omstreden ontwerp staat aan Westeinde (1977). Hun ontwerp vulde de leegte van het gesloopte Hotel Atlantic, dat een belangrijke rol speelde bij het onderduiken in de Tweede Wereldoorlog. Selle keek laatdunkend naar zijn eigen ontwerp; het moest ingepast worden in klassieke architectuur van de buurt, terwijl hij juist van een nieuwe stroming was. Het werd een compromis tussen oude en nieuwe architectuur; niemand was blij.